# Olympische Sommerspiele 2008/Handball
Bei den Olympischen Sommerspielen 2008 in Peking wurde sowohl bei den Frauen als auch den Männern jeweils ein Handballturnier ausgetragen. Insgesamt waren bei beiden Turnieren zwölf Mannschaften spielberechtigt. Pro Team durften 15 Sportler nominiert werden; insgesamt nahmen 171 Handballerinnen und 172 Handballer in Peking teil.
Die Spiele der Vorrunde haben im Olympischen Sportzentrum mit einer Zuschauerkapazität von 7000 Plätzen stattgefunden. Die Finalspiele trugen die besten Teams im Nationalen Hallenstadion vor 19.000 Zuschauern aus.

## Qualifikation
Die folgenden Qualifikationskriterien galten für Frauen und Männer gleichermaßen:
Gastgeber China und der Weltmeister (bei den Männern Deutschland) waren automatisch für die Endrunde qualifiziert. Hinzu kamen die kontinentalen Meister Afrikas, Amerikas, Asiens und Europas. Im Falle, dass China Asienmeister wurde, rückte der jeweilige Zweitplatzierte nach. Aufgrund des schwachen Abschneidens ozeanischer Teilnehmer bei vergangenen Großereignissen erhielt dieser Kontinent keinen automatischen Startplatz.
Die restlichen sechs Startplätze wurden im Frühling 2008 bei drei Qualifikationsturnieren mit jeweils vier Mannschaften verteilt. Die besten zwei eines jeden Turniers qualifizierten sich für die Spiele. Teilnahmeberechtigt bei diesen Turnieren waren die zweit- bis siebtplatzierten der Weltmeisterschaft 2007 sowie die jeweils beste der übrigen Mannschaften bei den jeweiligen kontinentalen Meisterschaften. Der übrige zwölfte Startplatz beim Qualifikationsturnier ging an den Kontinent, der bei der Weltmeisterschaft am besten abgeschnitten hatte. Ozeanien erhielt die Qualifikationschance nur, wenn ein Team dieses Kontinents bei der Weltmeisterschaft unter den ersten zwölf landete (was bei den Männern nicht der Fall war), ansonsten wurde der frei gewordene Quotenplatz ebenfalls an einen der anderen Kontinente verteilt.

### Männer
Die zwölf qualifizierten Mannschaften:
| - China (Gastgeber) - Deutschland (Weltmeister) - Brasilien (Panamerikameister) - Ägypten (Afrikameister) - Dänemark (Europameister) - Südkorea (Sieger Qualifikation Asien) | - Polen (Qualifikationsturnier 1) - Island (Qualifikationsturnier 1) - Frankreich (Qualifikationsturnier 2) - Spanien (Qualifikationsturnier 2) - Kroatien (Qualifikationsturnier 3) - Russland (Qualifikationsturnier 3) |

Weltweite Qualifikation
| Turnier #1  | Turnier #2 | Turnier #3 |
| ----------- | ---------- | ---------- |
| Polen       | Frankreich | Kroatien   |
| Island      | Spanien    | Russland   |
| Schweden    | Norwegen   | Japan      |
| Argentinien | Tunesien   | Algerien   |

### Frauen
Die zwölf qualifizierten Mannschaften:
| - China (Gastgeber) - Russland (Weltmeister) - Norwegen (Europameister) - Brasilien (Panamerikameister) - Angola (Afrikameister) - Kasachstan (Sieger Qualifikation Asien) | - Deutschland (Qualifikationsturnier 1) - Schweden (Qualifikationsturnier 1) - Rumänien (Qualifikationsturnier 2) - Ungarn (Qualifikationsturnier 2) - Südkorea (Qualifikationsturnier 3) - Frankreich (Qualifikationsturnier 3) |

Weltweite Qualifikation
| Turnier #1  | Turnier #2 | Turnier #3     |
| ----------- | ---------- | -------------- |
| Deutschland | Rumänien   | Frankreich     |
| Schweden    | Ungarn     | Südkorea       |
| Kroatien    | Japan      | Elfenbeinküste |
| Kuba        | Polen      | Republik Kongo |

### Qualifikationsturnier 1
Die Spiele fanden in Leipzig statt.
| Pl. | Land        | Tore  | Punkte |
| --- | ----------- | ----- | ------ |
| 1   | Deutschland | 86:63 | 6:0    |
| 2   | Schweden    | 81:69 | 4:2    |
| 3   | Kroatien    | 69:71 | 2:4    |
| 4   | Kuba        | 66:99 | 0:6    |

## Männer

### Medaillengewinner
| Gold | Silber | Bronze |
| --- | --- | --- |
| Frankreich Luc Abalo Joël Abati Cédric Burdet Didier Dinart Jérôme Fernandez Michaël Guigou Bertrand Gille Guillaume Gille Olivier Girault Nikola Karabatić Daouda Karaboué Christophe Kempé Daniel Narcisse Thierry Omeyer Cédric Paty Trainer: Claude Onesta | IslandArnór Atlason Bjarni Fritzson Logi Eldon Geirsson Snorri Steinn Guðjónsson Hreiðar Guðmundsson Róbert Gunnarsson Björgvin Páll Gústavsson Ásgeir Örn Hallgrímsson Ingimundur Ingimundarson Sverre Andreas Jakobsson Alexander Petersson Guðjón Valur Sigurðsson Sigfús Sigurðsson Ólafur Stefánsson Sturla Ásgeirsson Trainer: Guðmundur Guðmundsson | SpanienDavid Barrufet Ion Belaustegui David Davis Alberto Entrerríos Raúl Entrerríos Rubén Garabaya Juanín García José Javier Hombrados Demetrio Lozano Cristian Malmagro Carlos Prieto Albert Rocas Iker Romero Víctor Tomás Trainer: Juan Carlos Pastor |

### Vorrunde

#### Gruppe A
| Platz | Land       | S | G | U | V | Tore    | Punkte |
| ----- | ---------- | - | - | - | - | ------- | ------ |
| 1     | Frankreich | 5 | 4 | 1 | 0 | 148:115 | 9      |
| 2     | Polen      | 5 | 3 | 1 | 1 | 147:128 | 7      |
| 3     | Kroatien   | 5 | 3 | 0 | 2 | 140:115 | 6      |
| 4     | Spanien    | 5 | 3 | 0 | 2 | 152:145 | 6      |
| 5     | Brasilien  | 5 | 1 | 0 | 4 | 129:153 | 2      |
| 6     | China      | 5 | 0 | 0 | 5 | 104:164 | 0      |

| Datum      | Ortszeit  | Begegnung  | Begegnung | Begegnung  | Ergebnis      |
| ---------- | --------- | ---------- | --------- | ---------- | ------------- |
| 10. August | 09:00 Uhr | Kroatien   | -         | Spanien    | 31:29 (16:11) |
| 10. August | 14:00 Uhr | Frankreich | -         | Brasilien  | 34:26 (19:11) |
| 10. August | 19:00 Uhr | Polen      | -         | China      | 33:19 (21:10) |
| 12. August | 09:00 Uhr | Brasilien  | -         | Kroatien   | 14:33 (9:18)  |
| 12. August | 14:00 Uhr | China      | -         | Frankreich | 19:33 (7:19)  |
| 12. August | 15:45 Uhr | Spanien    | -         | Polen      | 30:29 (16:17) |
| 14. August | 10:45 Uhr | Polen      | -         | Brasilien  | 28:25 (14:15) |
| 14. August | 15:45 Uhr | China      | -         | Spanien    | 22:36 (12:16) |
| 14. August | 20:45 Uhr | Frankreich | -         | Kroatien   | 23:19 (11:9)  |
| 16. August | 09:00 Uhr | Brasilien  | -         | China      | 29:22 (14:10) |
| 16. August | 14:00 Uhr | Frankreich | -         | Spanien    | 28:21 (16:10) |
| 16. August | 19:00 Uhr | Kroatien   | -         | Polen      | 24:27 (12:13) |
| 18. August | 10:45 Uhr | Spanien    | -         | Brasilien  | 36:35 (20:17) |
| 18. August | 15:45 Uhr | Kroatien   | -         | China      | 33:22 (17:13) |
| 18. August | 20:45 Uhr | Polen      | -         | Frankreich | 30:30 (16:13) |

#### Gruppe B
| Platz | Land        | S | G | U | V | Tore    | Punkte |
| ----- | ----------- | - | - | - | - | ------- | ------ |
| 1     | Südkorea    | 5 | 3 | 0 | 2 | 122:129 | 6      |
| 2     | Dänemark    | 5 | 2 | 2 | 1 | 137:131 | 6      |
| 3     | Island      | 5 | 2 | 2 | 1 | 151:146 | 6      |
| 4     | Russland    | 5 | 2 | 1 | 2 | 136:131 | 5      |
| 5     | Deutschland | 5 | 2 | 1 | 2 | 126:130 | 5      |
| 6     | Ägypten     | 5 | 0 | 2 | 3 | 127:132 | 2      |

| Datum      | Ortszeit  | Begegnung   | Begegnung | Begegnung   | Ergebnis      |
| ---------- | --------- | ----------- | --------- | ----------- | ------------- |
| 10. August | 10:45 Uhr | Russland    | -         | Island      | 31:33 (16:19) |
| 10. August | 15:45 Uhr | Deutschland | -         | Südkorea    | 27:23 (10:13) |
| 10. August | 20:45 Uhr | Dänemark    | -         | Ägypten     | 23:23 (10:11) |
| 12. August | 10:45 Uhr | Ägypten     | -         | Russland    | 27:28 (14:14) |
| 12. August | 19:00 Uhr | Südkorea    | -         | Dänemark    | 31:30 (13:14) |
| 12. August | 20:45 Uhr | Island      | -         | Deutschland | 33:29 (17:14) |
| 14. August | 09:00 Uhr | Deutschland | -         | Ägypten     | 25:23 (14:14) |
| 14. August | 14:00 Uhr | Südkorea    | -         | Island      | 22:21 (10:9)  |
| 14. August | 19:00 Uhr | Dänemark    | -         | Russland    | 25:24 (10:10) |
| 16. August | 10:45 Uhr | Ägypten     | -         | Südkorea    | 22:24 (11:8)  |
| 16. August | 15:45 Uhr | Russland    | -         | Deutschland | 24:24 (11:10) |
| 16. August | 20:45 Uhr | Dänemark    | -         | Island      | 32:32 (18:17) |
| 18. August | 09:00 Uhr | Island      | -         | Ägypten     | 32:32 (14:17) |
| 18. August | 14:00 Uhr | Russland    | -         | Südkorea    | 29:22 (17:12) |
| 18. August | 19:00 Uhr | Deutschland | -         | Dänemark    | 21:27 (12:15) |

### Finalrunde
|  | Quarter Final              | Quarter Final              |                            |                            | Semi Final                 | Semi Final |  |  | Final                      | Final                      |
|  |                            |                            |                            |                            |                            |            |  |  |                            |                            |
|  | 20. August 2008, 12.00 Uhr |                            |                            |                            |                            |            |  |  |                            |                            |
|  | Frankreich                 | 27 (13)                    |                            |                            |                            |            |  |  |                            |                            |
|  | Frankreich                 | 27 (13)                    | 22. August 2008, 18.00 Uhr |                            |                            |            |  |  |                            |                            |
|  | Russland                   | 24 (10)                    |                            |                            |                            |            |  |  |                            |                            |
|  | Russland                   | 24 (10)                    | Frankreich                 | 25 (12)                    |                            |            |  |  |                            |                            |
|  |                            |                            | Frankreich                 | 25 (12)                    |                            |            |  |  |                            |                            |
|  |                            | Kroatien                   | 23 (11)                    |                            |                            |            |  |  |                            |                            |
|  | Kroatien                   | Kroatien                   | 23 (11)                    | 26 (14)                    |                            |            |  |  |                            |                            |
|  | Kroatien                   |                            |                            | 26 (14)                    |                            |            |  |  |                            |                            |
|  | Dänemark                   | 24 (12)                    |                            | 24. August 2008, 15.45 Uhr | 24. August 2008, 15.45 Uhr |            |  |  |                            |                            |
|  | 20. August 2008, 18.00 Uhr | 20. August 2008, 18.00 Uhr | Frankreich                 | 28 (15)                    |                            |            |  |  |                            |                            |
|  | 20. August 2008, 14.15 Uhr | 20. August 2008, 14.15 Uhr |                            | Island                     | 23 (10)                    |            |  |  |                            |                            |
|  | Island                     | 32 (19)                    |                            |                            |                            |            |  |  |                            |                            |
|  | Polen                      | 30 (14)                    |                            |                            |                            |            |  |  |                            |                            |
|  | Polen                      | 30 (14)                    | Island                     | 36 (17)                    |                            |            |  |  |                            |                            |
|  |                            |                            | Island                     | 36 (17)                    | 3rd/4th Place              |            |  |  |                            |                            |
|  |                            | Spanien                    | 30 (15)                    |                            |                            |            |  |  |                            |                            |
|  | Südkorea                   | Spanien                    | 30 (15)                    | 24 (13)                    | Kroatien                   | 29 (14)    |  |  |                            |                            |
|  | Südkorea                   | 22. August 2008, 20.15 Uhr |                            | 24 (13)                    | Kroatien                   | 29 (14)    |  |  |                            |                            |
|  | Spanien                    | 29 (14)                    |                            | Spanien                    | 35 (12)                    |            |  |  |                            |                            |
|  | Spanien                    | 29 (14)                    |                            |                            | 35 (12)                    |            |  |  |                            |                            |
|  | 20. August 2008, 20.15 Uhr | 20. August 2008, 20.15 Uhr |                            |                            |                            |            |  |  | 24. August 2008, 13.30 Uhr | 24. August 2008, 13.30 Uhr |

#### Platzierungsspiele 5–8

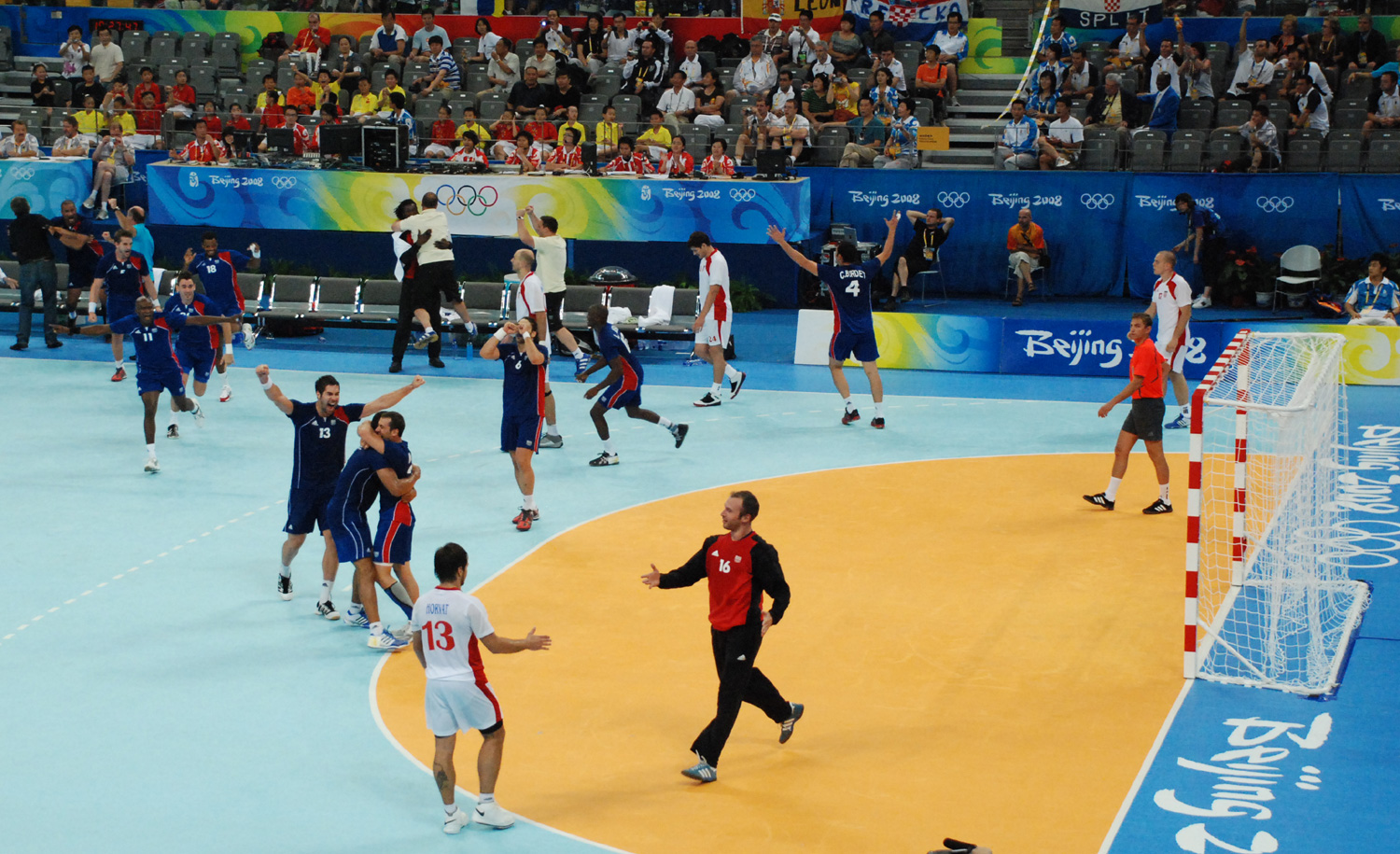
Die französische Mannschaft feiert den Halbfinalsieg gegen Kroatien

|  | 5.–8. Platz                | 5.–8. Platz                |                            |         | 5./6. Platz               | 5./6. Platz               |
|  |                            |                            |                            |         |                           |                           |
|  | Russland                   | 28 (17)                    |                            |         |                           |                           |
|  | Dänemark                   | 27 (14)                    |                            |         |                           |                           |
|  | 22. August 2008, 12:00 Uhr |                            |                            |         |                           |                           |
|  |                            |                            | 24. August 2008, 10:15 Uhr |         |                           |                           |
|  | Russland                   | 28 (15)                    |                            |         |                           |                           |
|  |                            | Polen                      | 29 (14)                    |         |                           |                           |
|  |                            |                            |                            |         |                           |                           |
|  | 7./8. Platz                |                            |                            |         |                           |                           |
|  | 22. August 2008, 14:15 Uhr | 22. August 2008, 14:15 Uhr | Dänemark                   | 37 (15) |                           |                           |
|  | Polen                      | 29 (15)                    | Südkorea                   | 26 (13) |                           |                           |
|  | Südkorea                   | 26 (14)                    |                            |         | 24. August 2008, 8:00 Uhr | 24. August 2008, 8:00 Uhr |

#### Spiel um Platz 3
| Datum, Uhrzeit             | Team 1   | Team 2  | Ergebnis      |
| -------------------------- | -------- | ------- | ------------- |
| 24. August 2008, 13:30 Uhr | Kroatien | Spanien | 29:35 (14:12) |

#### Finale
| Datum, Uhrzeit             | Team 1     | Team 2 | Ergebnis      |
| -------------------------- | ---------- | ------ | ------------- |
| 24. August 2008, 15:45 Uhr | Frankreich | Island | 28:23 (15:10) |

Die Halbzeitergebnisse sind in Klammern gesetzt.

### Allstar-Team
| Position         | Name                    | Land       |
| ---------------- | ----------------------- | ---------- |
| Tor:             | Thierry Omeyer          | Frankreich |
| Linksaußen:      | Guðjón Valur Sigurðsson | Island     |
| Rückraum links:  | Daniel Narcisse         | Frankreich |
| Rückraum Mitte:  | Snorri Guðjónsson       | Island     |
| Rückraum rechts: | Ólafur Stefánsson       | Island     |
| Rechtsaußen:     | Albert Rocas            | Spanien    |
| Kreis:           | Bertrand Gille          | Frankreich |

### Torschützenliste
| Pl. | Spieler                 | Team        | Spiele | Tore | FT | 7m |
| --- | ----------------------- | ----------- | ------ | ---- | -- | -- |
| 1   | Juanín García           | Spanien     | 8      | 49   | 33 | 16 |
| 2   | Snorri Guðjónsson       | Island      | 8      | 48   | 27 | 21 |
| 3   | Guðjón Valur Sigurðsson | Island      | 8      | 43   | 43 | 0  |
| 4   | Lars Christiansen       | Dänemark    | 8      | 42   | 34 | 8  |
| 5   | Michael Kraus           | Deutschland | 5      | 38   | 33 | 5  |
| 6   | Mariusz Jurasik         | Polen       | 8      | 37   | 37 | 0  |
|     | Nikola Karabatić        | Frankreich  | 8      | 37   | 35 | 2  |
| 8   | Jesper Nøddesbo         | Dänemark    | 8      | 36   | 36 | 0  |
|     | Konstantin Igropulo     | Russland    | 8      | 36   | 25 | 11 |
| 10  | Bertrand Gille          | Frankreich  | 8      | 35   | 35 | 0  |
|     | Daniel Narcisse         | Frankreich  | 8      | 35   | 35 | 0  |
|     | Albert Rocas            | Spanien     | 8      | 35   | 31 | 4  |

FT – Feldtore, 7m – Siebenmeter

## Frauen

### Medaillengewinnerinnen
| Platz | Land | Sportlerinnen |
| ----- | ---- | --- |
| 1     | NOR  | Ragnhild Aamodt, Karoline Dyhre Breivang, Marit Malm Frafjord, Kari Aalvik Grimsbø, Gro Hammerseng, Kari Mette Johansen, Tonje Larsen, Katrine Lunde Haraldsen, Kristine Lunde, Katja Nyberg, Tonje Nøstvold, Linn-Kristin Riegelhuth Koren, Gøril Snorroeggen, Else-Marthe Sørlie Lybekk Trainerin: Marit Breivik |
| 2     | RUS  | Jekaterina Andrjuschina, Irina Blisnowa, Jelena Dmitrijewa, Anna Karejewa, Jekaterina Marennikowa, Jelena Poljonowa, Irina Poltorazkaja, Ljudmila Postnowa, Oxana Romenskaja, Natalja Schipilowa, Marija Sidorowa, Inna Suslina, Emilija Turei, Jana Uskowa Trainer: Jewgeni Trefilow                              |
| 3     | KOR  | An Jung-hwa, Bae Min-hee, Choi Im-jeong, Hong Jeong-ho, Huh Soon-young, Kim Cha-youn, Kim Nam-sun, Kim On-a, Lee Min-hee, Moon Pil-hee, Oh Seong-ok, Oh Young-ran, Park Chung-hee, Song Hai-rim Trainer: Lim Young-chul                                                                                            |

### Vorrunde

#### Gruppe A
| Platz | Land                | S | G | U | V | Tore    | Punkte |
| ----- | ------------------- | - | - | - | - | ------- | ------ |
| 1     | Norwegen            | 5 | 5 | 0 | 0 | 154:106 | 10     |
| 2     | Rumänien            | 5 | 4 | 0 | 1 | 150:112 | 8      |
| 3     | Volksrepublik China | 5 | 2 | 0 | 3 | 122:135 | 4      |
| 4     | Frankreich          | 5 | 2 | 0 | 3 | 121:128 | 4      |
| 5     | Kasachstan          | 5 | 1 | 1 | 3 | 109:137 | 3      |
| 6     | Angola              | 5 | 0 | 1 | 4 | 109:147 | 1      |

| Datum      | Ortszeit  | Begegnung  | Begegnung | Begegnung  | Ergebnis      |
| ---------- | --------- | ---------- | --------- | ---------- | ------------- |
| 9. August  | 09:00 Uhr | Frankreich | -         | Angola     | 32:21 (13:14) |
| 9. August  | 14:00 Uhr | Rumänien   | -         | Kasachstan | 31:19 (13:10) |
| 9. August  | 19:00 Uhr | Norwegen   | -         | China      | 30:23 (13:12) |
| 11. August | 09:00 Uhr | Kasachstan | -         | Frankreich | 18:21 (8:10)  |
| 11. August | 14:00 Uhr | Angola     | -         | Norwegen   | 17:31 (6:14)  |
| 11. August | 19:00 Uhr | China      | -         | Rumänien   | 20:34 (11:17) |
| 13. August | 10:45 Uhr | Rumänien   | -         | Frankreich | 34:26 (17:13) |
| 13. August | 15:45 Uhr | China      | -         | Angola     | 32:24 (14:12) |
| 13. August | 19:00 Uhr | Norwegen   | -         | Kasachstan | 35:19 (14:10) |
| 15. August | 09:00 Uhr | Kasachstan | -         | China      | 29:26 (14:10) |
| 15. August | 15:45 Uhr | Rumänien   | -         | Angola     | 28:23 (16:7)  |
| 15. August | 19:00 Uhr | Frankreich | -         | Norwegen   | 24:34 (12:15) |
| 17. August | 10:45 Uhr | Angola     | -         | Kasachstan | 24:24 (16:14) |
| 17. August | 14:00 Uhr | Norwegen   | -         | Rumänien   | 24:23 (12:11) |
| 17. August | 15:45 Uhr | Frankreich | -         | China      | 18:21 (10:9)  |

#### Gruppe B
| Platz | Land        | S | G | U | V | Tore    | Punkte |
| ----- | ----------- | - | - | - | - | ------- | ------ |
| 1     | Russland    | 5 | 4 | 1 | 0 | 148:125 | 9      |
| 2     | Südkorea    | 5 | 3 | 1 | 1 | 155:127 | 7      |
| 3     | Ungarn      | 5 | 2 | 1 | 2 | 129:142 | 5      |
| 4     | Schweden    | 5 | 2 | 0 | 3 | 123:137 | 4      |
| 5     | Brasilien   | 5 | 1 | 1 | 3 | 124:137 | 3      |
| 6     | Deutschland | 5 | 1 | 0 | 4 | 123:133 | 2      |

| Datum      | Ortszeit  | Begegnung   | Begegnung | Begegnung   | Ergebnis      |
| ---------- | --------- | ----------- | --------- | ----------- | ------------- |
| 9. August  | 10:45 Uhr | Ungarn      | -         | Schweden    | 30:24 (15:14) |
| 9. August  | 15:45 Uhr | Russland    | -         | Südkorea    | 29:29 (16:13) |
| 9. August  | 20:45 Uhr | Deutschland | -         | Brasilien   | 24:22 (11:12) |
| 11. August | 10:45 Uhr | Brasilien   | -         | Ungarn      | 28:28 (12:17) |
| 11. August | 15:45 Uhr | Südkorea    | -         | Deutschland | 30:20 (12:9)  |
| 11. August | 20:45 Uhr | Schweden    | -         | Russland    | 24:28 (12:14) |
| 13. August | 09:00 Uhr | Russland    | -         | Brasilien   | 28:19 (12:10) |
| 13. August | 14:00 Uhr | Südkorea    | -         | Schweden    | 31:23 (18:13) |
| 13. August | 20:45 Uhr | Deutschland | -         | Ungarn      | 24:25 (14:12) |
| 15. August | 10:45 Uhr | Brasilien   | -         | Südkorea    | 33:32 (17:12) |
| 15. August | 14:00 Uhr | Deutschland | -         | Schweden    | 26:27 (13:13) |
| 15. August | 20:45 Uhr | Ungarn      | -         | Russland    | 24:33 (15:16) |
| 17. August | 09:00 Uhr | Schweden    | -         | Brasilien   | 25:22 (14:11) |
| 17. August | 19:00 Uhr | Russland    | -         | Deutschland | 30:29 (16:14) |
| 17. August | 20:45 Uhr | Ungarn      | -         | Südkorea    | 22:33 (11:19) |

### Finalrunde
|  | Quarter Final              | Quarter Final              |                            |                            | Semi Final                 | Semi Final |  |  | Final                      | Final                      |
|  |                            |                            |                            |                            |                            |            |  |  |                            |                            |
|  | 19. August 2008, 12.00 Uhr |                            |                            |                            |                            |            |  |  |                            |                            |
|  | Norwegen                   | 31 (16)                    |                            |                            |                            |            |  |  |                            |                            |
|  | Norwegen                   | 31 (16)                    | 21. August 2008, 18.00 Uhr |                            |                            |            |  |  |                            |                            |
|  | Schweden                   | 24 (10)                    |                            |                            |                            |            |  |  |                            |                            |
|  | Schweden                   | 24 (10)                    | Norwegen                   | 29 (14)                    |                            |            |  |  |                            |                            |
|  |                            |                            | Norwegen                   | 29 (14)                    |                            |            |  |  |                            |                            |
|  |                            | Südkorea                   | 28 (15)                    |                            |                            |            |  |  |                            |                            |
|  | Volksrepublik China        | Südkorea                   | 28 (15)                    | 23 (12)                    |                            |            |  |  |                            |                            |
|  | Volksrepublik China        |                            |                            | 23 (12)                    |                            |            |  |  |                            |                            |
|  | Südkorea                   | 31 (16)                    |                            | 23. August 2008, 15.45 Uhr | 23. August 2008, 15.45 Uhr |            |  |  |                            |                            |
|  | 19. August 2008, 18.00 Uhr | 19. August 2008, 18.00 Uhr | Norwegen                   | 34 (18)                    |                            |            |  |  |                            |                            |
|  | 19. August 2008, 14.15 Uhr | 19. August 2008, 14.15 Uhr |                            | Russland                   | 27 (13)                    |            |  |  |                            |                            |
|  | Ungarn                     | 34 (16)                    |                            |                            |                            |            |  |  |                            |                            |
|  | Rumänien                   | 30 (14)                    |                            |                            |                            |            |  |  |                            |                            |
|  | Rumänien                   | 30 (14)                    | Ungarn                     | 20 (9)                     |                            |            |  |  |                            |                            |
|  |                            |                            | Ungarn                     | 20 (9)                     | 3rd/4th Place              |            |  |  |                            |                            |
|  |                            | Russland                   | 22 (14)                    |                            |                            |            |  |  |                            |                            |
|  | Russland                   | Russland                   | 22 (14)                    | 32 (12;12;4;4)             | Südkorea                   | 33 (13)    |  |  |                            |                            |
|  | Russland                   | 21. August 2008, 20.15 Uhr |                            | 32 (12;12;4;4)             | Südkorea                   | 33 (13)    |  |  |                            |                            |
|  | Frankreich                 | 31 (16;8;4;3)              |                            | Ungarn                     | 28 (15)                    |            |  |  |                            |                            |
|  | Frankreich                 | 31 (16;8;4;3)              |                            |                            | 28 (15)                    |            |  |  |                            |                            |
|  | 19. August 2008, 20.15 Uhr | 19. August 2008, 20.15 Uhr |                            |                            |                            |            |  |  | 23. August 2008, 13.30 Uhr | 23. August 2008, 13.30 Uhr |

#### Platzierungsspiele 5–8
|  | 5.–8. Platz                | 5.–8. Platz                |                            |         | 5./6. Platz               | 5./6. Platz               |
|  |                            |                            |                            |         |                           |                           |
|  | Schweden                   | 19 (7)                     |                            |         |                           |                           |
|  | Volksrepublik China        | 20 (8)                     |                            |         |                           |                           |
|  | 21. August 2008, 12:00 Uhr |                            |                            |         |                           |                           |
|  |                            |                            | 23. August 2008, 10:15 Uhr |         |                           |                           |
|  | Volksrepublik China        | 23 (10)                    |                            |         |                           |                           |
|  |                            | Frankreich                 | 31 (15)                    |         |                           |                           |
|  |                            |                            |                            |         |                           |                           |
|  | 7./8. Platz                |                            |                            |         |                           |                           |
|  | 21. August 2008, 14:15 Uhr | 21. August 2008, 14:15 Uhr | Schweden                   | 30 (15) |                           |                           |
|  | Rumänien                   | 34 (13;14;4;3)             | Rumänien                   | 34 (17) |                           |                           |
|  | Frankreich                 | 36 (12;15;4;5)             |                            |         | 23. August 2008, 8:00 Uhr | 23. August 2008, 8:00 Uhr |

Die Halbzeitergebnisse sind in Klammern gesetzt. Im Falle einer Verlängerung sind dort ferner die Spielstände nach Ende der regulären Spielzeit, die Tore der 1. Verlängerung sowie evtl. der 2. Verlängerung wiedergegeben.

### Allstar-Team
| Position         | Name                      | Land     |
| ---------------- | ------------------------- | -------- |
| Tor:             | Katrine Lunde Haraldsen   | Norwegen |
| Linksaußen:      | Orsolya Vérten            | Ungarn   |
| Rückraum links:  | Ljudmila Postnowa         | Russland |
| Rückraum Mitte:  | Oh Seong-ok               | Südkorea |
| Rückraum rechts: | Irina Blisnowa            | Russland |
| Rechtsaußen:     | Ramona Maier              | Rumänien |
| Kreis:           | Else-Marthe Sørlie Lybekk | Norwegen |

## Bemerkenswertes
- Da es bei der Asien-Qualifikation zu Unstimmigkeiten gekommen war, wurden beide Turniere wiederholt. Überraschend hatten sich beim ersten Turnier bei den Frauen Kasachstan und bei den Männern Kuwait gegen die hochfavorisierten Teams aus Südkorea durchgesetzt.[3]

## Medaillenspiegel Handball
| Medaillenspiegel Handball | Medaillenspiegel Handball | Medaillenspiegel Handball | Medaillenspiegel Handball | Medaillenspiegel Handball | Medaillenspiegel Handball |
| Platz                     | Land                      | G                         | S                         | B                         | Gesamt                    |
| ------------------------- | ------------------------- | ------------------------- | ------------------------- | ------------------------- | ------------------------- |
| 1                         | Frankreich                | 1                         | –                         | –                         | 1                         |
| 1                         | Norwegen                  | 1                         | –                         | –                         | 1                         |
| 3                         | Island                    | –                         | 1                         | –                         | 1                         |
| 3                         | Russland                  | –                         | 1                         | –                         | 1                         |
| 5                         | Spanien                   | –                         | –                         | 1                         | 1                         |
| 5                         | Südkorea                  | –                         | –                         | 1                         | 1                         |